# Cladonia
Cladonia (líquenes de taza) es un género de líquenes musgosos de la familia Cladoniaceae. Son la principal fuente de alimento para renos y caribúes. Las especies de Cladonia son de importancia económica para los pastores de renos, como los Sami en Escandinavia o los Nenets en Rusia. Se extraen compuestos antibióticos de algunas especies para hacer cremas antibióticas. La especie verde clara Cladonia stellaris se usa en decoraciones florales.
Aunque la filogenia del género Cladonia todavía está bajo investigación, dos grupos morfológicos principales son comúnmente diferenciados por taxonomistas: morfotipo Cladonia y morfotipo Cladina. El morfotipo Cladonia  tiene muchas más especies, y generalmente se describe como un grupo de escamulosos (crecen de escamas). Los del morfotipo Cladina a menudo se conocen como líquenes de forraje, líquenes formadores de esteras o líquenes de renos (debido a su importancia como forraje de invierno de caribú).
Cladonia perforata es uno de los dos en la lista de especies en peligro de los EE. UU., Y nunca se debe recolectar. Existe solo en unas pocas poblaciones pequeñas en Florida.
Varias especies de Cladonia crecen en las dunas de arena. La presencia y el crecimiento exuberante de alfombras de las especies de Cladonia es uno de los caracteres definitorios de la duna gris, un hábitat prioritario para la conservación bajo la E.U. Directiva de Hábitats.
Las especies de Cladonia son utilizadas como plantas alimenticias por las larvas de algunas especies de Lepidoptera incluyendo Chionodes continuella.

## Especies
Enumerado alfabéticamente.
lista completa de especies.
- Cladonia apodocarpa
- Cladonia asahinae – Liquen taza de duendecillo
- Cladonia caespiticia
- Cladonia cardiosa – Liquen piernas separadas
- Cladonia cenotea – Liquen de embudo en polvo
- Cladonia chlorophaea – Taza de duendecillo harinosa
- Cladonia coccifera
- Cladonia coniocraea – Cuerno de pólvora común
- Cladonia convoluta
- Cladonia cristatella – Soldados británicos
- Cladonia fimbriana – Liquen trompeta
- Cladonia gracilis – Liquen cuerno liso
- Cladonia grayi
- Cladonia macilenta – Cuerno de pólvora pintalabios
- Cladonia macrophyllodes – Cladonia hoja grande
- Cladonia mongkolsukii
- Cladonia multiformis –  Liquen de tamiz
- Cladonia parasitica
- Cladonia peziziformis
- Cladonia phyllophora –  Liquen cuerno de fieltro
- Cladonia pleurota – Liquen taza de duendecillo de frutos rojos
- Cladonia portentosa – Liquen reno
- Cladonia rangiferina – Liquen reno
- Cladonia rei – Liquen de varita
- Cladonia squamosa – Cuerno de dragón
- Cladonia stellaris
- Cladonia subcariosa
- Cladonia subtenuis
- Cladonia turgida – Liquen escala loca